# Anibare
Anibare je okrug u otočnoj državi Nauru na istoku otoka. Cijelu obalnu stranu okruga čini plaža Anibare Bay. Na južnoj polovici plaže je 2000. godine sagrađena luka Anibare. Na zapadu Anibarea nalazi se sakupljalište fosfata koji se željeznicom dopremaju iz Aiwa na transportaciju.
Prema Paulu Hambruchu, riječ Anibare znači "mnogo dugova", što je vjerojatno povezano s nauruskom mitologijom.
Okrug na jugu graniči s Menengom, na zapadu s Buadom, Nibokom i Uaboe, na sjeverozapadu s Baitijem i na sjeveru s okruzima Anabar i Ijuw.

### Povijesna sela
Do 1968. današnji teritorij okruga bilo je područje gdje se nalazilo 17 povijesnih sela.
| Povijesna sela Anibarea |
| ----------------------- |
| Adreyi                  |
| Agabwe                  |
| Anakawidua              |
| Anera                   |
| Anitobu                 |
| Aribeang                |
| Ate                     |
| Boneda                  |
| Bweranibek              |
| Bweteboe                |
| Bweteoaru               |
| Eatedogi                |
| Etamor                  |
| Gene                    |
| Kawinanut               |
| Merubo                  |
| Yanmwitebwiyeye         |